# Ед Грінвуд
Ед Грінвуд (англ. Ed Greenwood; нар. 21 липня 1959, Торонто, Канада) — канадський письменник-фантаст, засновник популярного сеттінгу Forgotten Realms («Забуті Королівства»).

## Біографія
Ед Грінвуд народився у 1959 році в Торонто, зростав у Нью-Йорку та Онтаріо, навчався у Ryerson Polytechnic University, де здобув ступінь бакалавра прикладних мистецтв зі спеціалізацією з журналістики. Живе у старовинному фермерському будинку в околицях Кобурга у провинції Онтаріо. Зібрав велику колекцію книг (близько 40 тисяч видань). Працював бібліотекарем, журналістом, редактором, розробником ігор. Є відомим ролевиком (у 1984 на GenCon-і отримав звання кращого гравця у відкритому турнірі AD&D), творцем ігор (його ігрові розробки вибороли кілька призів, а у 1992 він потрапив у Gamer's Choice Hall of Fame), а також письменником-фантастом. Грінвуд також був редактором кількох малотиражних ігрових та літературних журналів, вів власну колонку у найстарішому канадському ігровому журналі «The Campaign Hack» та написав кілька сотень статей для багатьох інших ігрових видань. Багаторазово був почесним гостем на різноманітних конвентах від Стокгольма до Мельбурна, де частенько з'являвся у костюмі Ельмінстера.
Ед Грінвуд почав писати про світ Forgotten Realms з 1967—1968 году. З виходом «Dungeons & Dragons» він вперше переложив світ Forgotten Realms на ігровий формат у 1975. Перша публікація про «Королівства» у «ігровій» іпостасі — стаття у 30-му номері «Dragon Magazine». У 1986 році Грінвуд продав свій «campaign setting» компанії «TSR». Починаючи з 1987 року Forgotten Realms виросли в успішний ігровий проєкт. Грінвуд працював майже в усіх проєктах компанії «TSR». Шанувальникам комп'ютерних рольових ігор зі стажем обов'язково повинні були потрапити хоча б декілька ігор від компанії «SSI», до яких доклав руку Грінвуд («Eye of the Beholder III: Assault on Myth Drannor»), не кажучи вже про «Baldur's Gate», «Tales of the Sword Coast» та «Baldur's Gate II», над якими він працював для «Interplay», «Black Isle» та «BioWare».
Грінвуд — автор декількох романів та безлічі оповідань про світ Forgotten Realms. Декілька разів писав у співавторстві. Він придумав Ельмінстера, могутнього мага, одного із постійних персонажів книг та ігор Forgotten Realms. «Ельмінстер: Народження Мага» — перший його роман, що вийшов у твердій обкладинці.

## Цікаві факти
- Його перший роман у твердій обкладинці, «Ельмінстер: Народження Мага», з'явився у книжкових магазинах на другий день Різдва (26 грудня) 1994 року і всі 75,000 копій були продані до Нового Року.
- Ед Грінвуд — один із співавторів сценарію гри Baldur's Gate[3]